# Altarpäll
Altarpäll är ett textilstycke som är upphängt över ett altare. Den syftar till att skydda altaret från damm och smuts.